# 中山街道 (海口市)
中山街道是中国海南省海口市龙华区下辖的一个街道。

## 行政区划
- 长堤社区
- 人和坊社区
- 居仁坊社区
- 园内里社区
- 竹林社区
- 得胜沙社区
- 富兴社区
- 义兴社区
- 西湖社区
- 西门外社区
- 永兴社区